# Skalka-víztározó
A Skalka-víztározó (csehül Vodní nádrž Skalka) Csehország nyugati határvidékén Cheb város közelében, az Ohře-folyón megközelítőleg hét kilométer hosszúságban húzódik. Területe 3,78 km², legnagyobb mélysége 12 m, befogadóképessége 19,555 millió m³.

## Jellemzése
A víztárolót 1962 és 1964 között hozták létre. A környék ipari létesítményeinek, többek között két vízerőműnek ellátását biztosítja, ezenkívül Cheb és környéke árvízvédelmében is jelentős szerepet tölt be. Két kis vízerőműve közül a Skalka-vízerőmű két Kaplan-turbinával rendelkezik, melyek összteljesítménye 740 kW. A Skalka mikro-vízerőmű pedig csupán egyetlen 18 kW teljesítményű turbinával van felszerelve. Partja mentén fekszenek Skalka, Podhoří, Cetnov, Bříza és Pomezí nad Ohří települések. Nyugati része felett ível át a Prágát Chebbel összekötő R6-os gyorsforgalmi út.
Medrében a környezetszennyezés miatt foszfát-lerakódások vannak, amelyek a nyári hónapokban cianobaktériumok elszaporodását okozzák. Ezen szennyeződések a víztároló üdülési célokra történő kihasználását hátráltatják, vizében többnyire a fürdőzés sem ajánlatos. Vizének magas higanytartalma miatt a kihorgászott halak elfogyasztása sem engedélyezett.

## Fordítás
- Ez a szócikk részben vagy egészben a Vodní nádrž Skalka című cseh Wikipédia-szócikk ezen változatának fordításán alapul.  Az eredeti cikk szerkesztőit annak laptörténete sorolja fel. Ez a jelzés csupán a megfogalmazás eredetét és a szerzői jogokat jelzi, nem szolgál a cikkben szereplő információk forrásmegjelöléseként.